# Wurmfarne
Die Pflanzengattung der Wurmfarne (Dryopteris) gehört zur Familie der Wurmfarngewächse (Dryopteridaceae). Die mindestens 150 Arten sind vor allem auf der Nordhalbkugel verbreitet. Es existieren auch viele Hybriden, die hauptsächlich im viktorianischen Zeitalter Englands gezüchtet wurden, als Farne in Parks und Gärten sehr populär waren.

## Beschreibung
Die Dryopteris-Arten wachsen als ausdauernde krautige Pflanzen an Gewässern, in Gehölzen oder zwischen Felsen im Gebirge. Die meisten Arten verlieren im Winter ihr Laub, außer sie stehen in einer geschützten Lage. Nicht alle Arten sind frosthart.

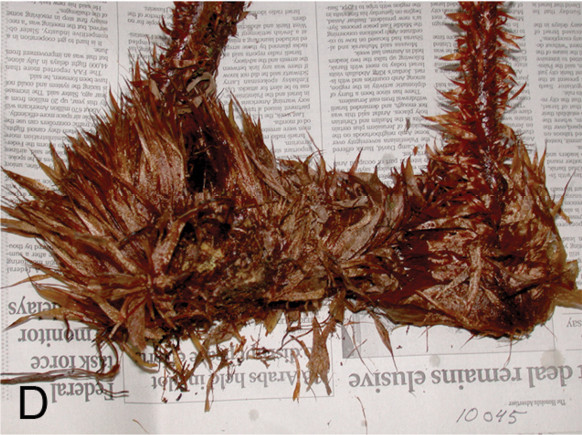
Rhizom von Dryopteris macropholis

Das Rhizom ist dick, kurz und mit braunen breiten Spreuschuppen dicht besetzt. Es ist senkrecht oder aufsteigend.  Die sich entwickelnden Blätter schieben sich im Frühjahr eingerollt nach oben (Bischofsstabstadium). Die Blätter können bis zu 100 cm lang werden. Die Blätter sind in Blattstiel und Blattspreite gegliedert und variieren stark in Länge und Breite. Die Blätter sind ein- bis vierfach gefiedert und stehen in Rosetten. Die Blattspreite wird bei den mitteleuropäischen Arten nach unten hin kaum schmaler, was ein Unterscheidungsmerkmal zum Frauenfarn (Athyrium) ist. Der Blattstiel ist von 5 bis 17 Leitbündeln durchzogen. Die Sporen sind in nierenförmigen Sori auf der Blattunterseite angeordnet. Sie sind meist bleibend.

## Trivialnamen
Im Volksglauben wurde der Wurmfarn auch als Bandwurmwurzel, Flöhwurz, Hirschzehen, Irrwurz oder Johanniskraut bezeichnet. Die meisten Namen gehen auf die historische Verwendung oder den Volksglauben (siehe unten) zurück.

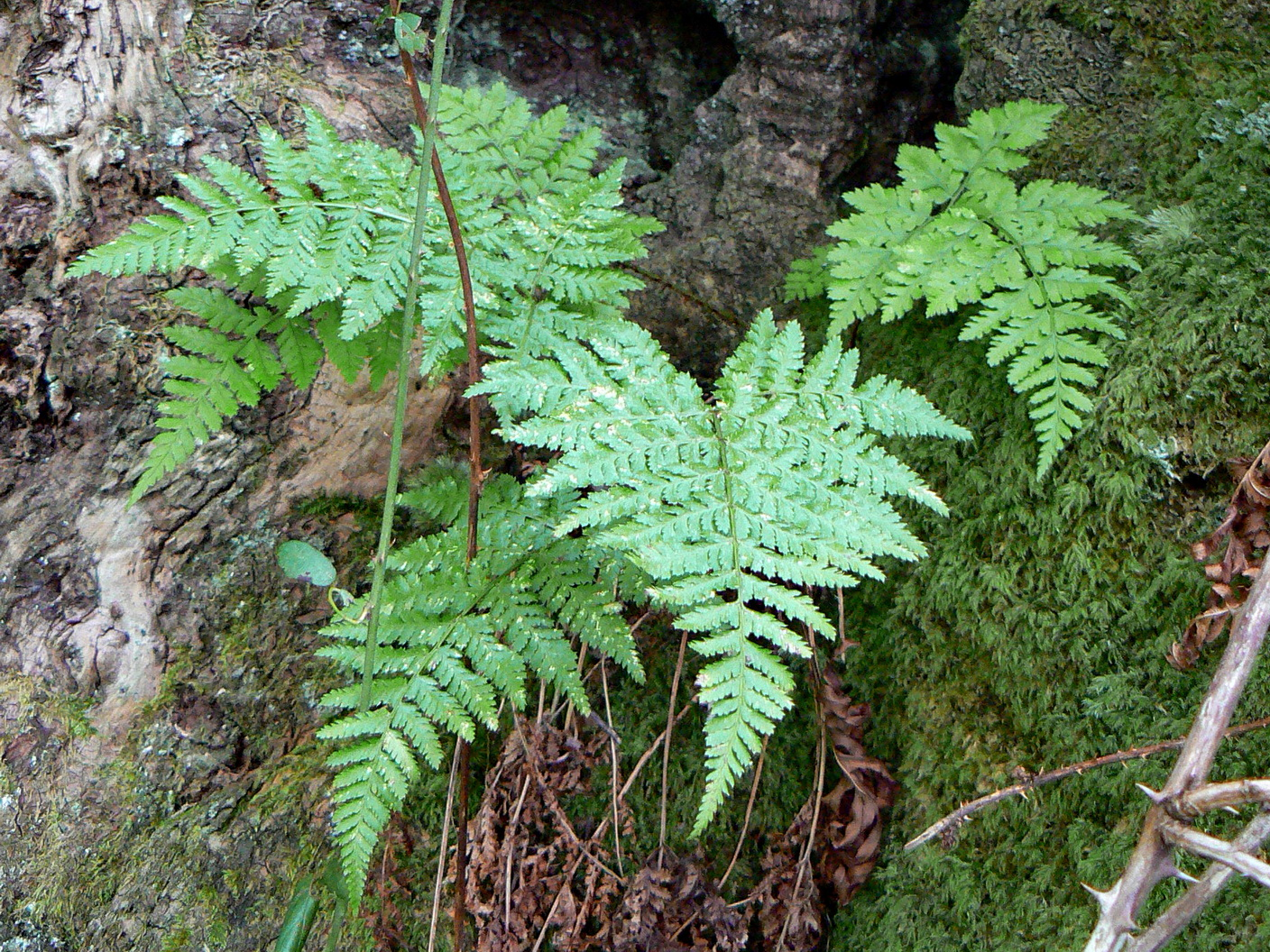
Dryopteris aemula

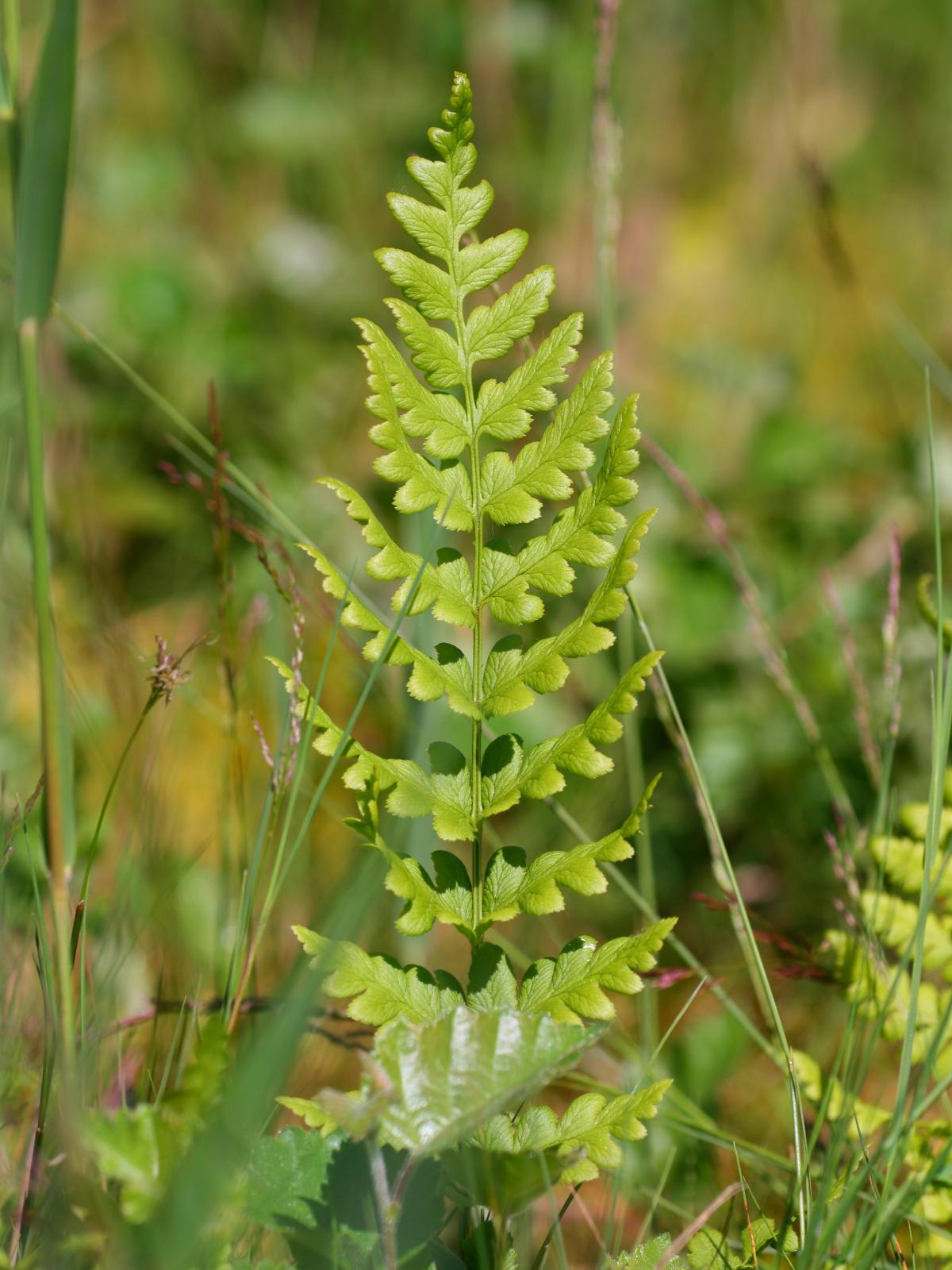
Kammfarn (Dryopteris cristata)

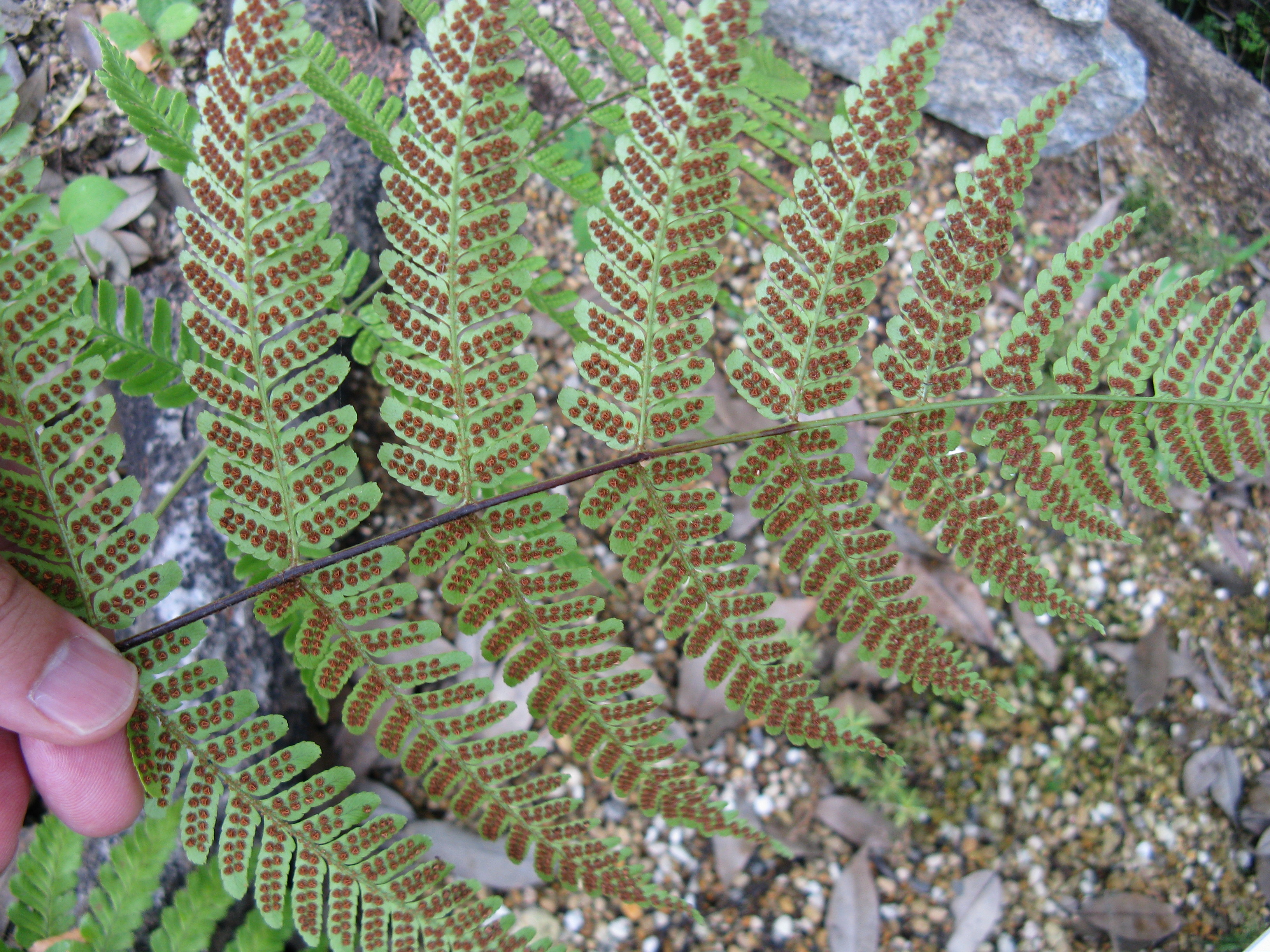
Unterseite eines Wedels des Rotschleier-Wurmfarns (Dryopteris erythrosora) mit Sori

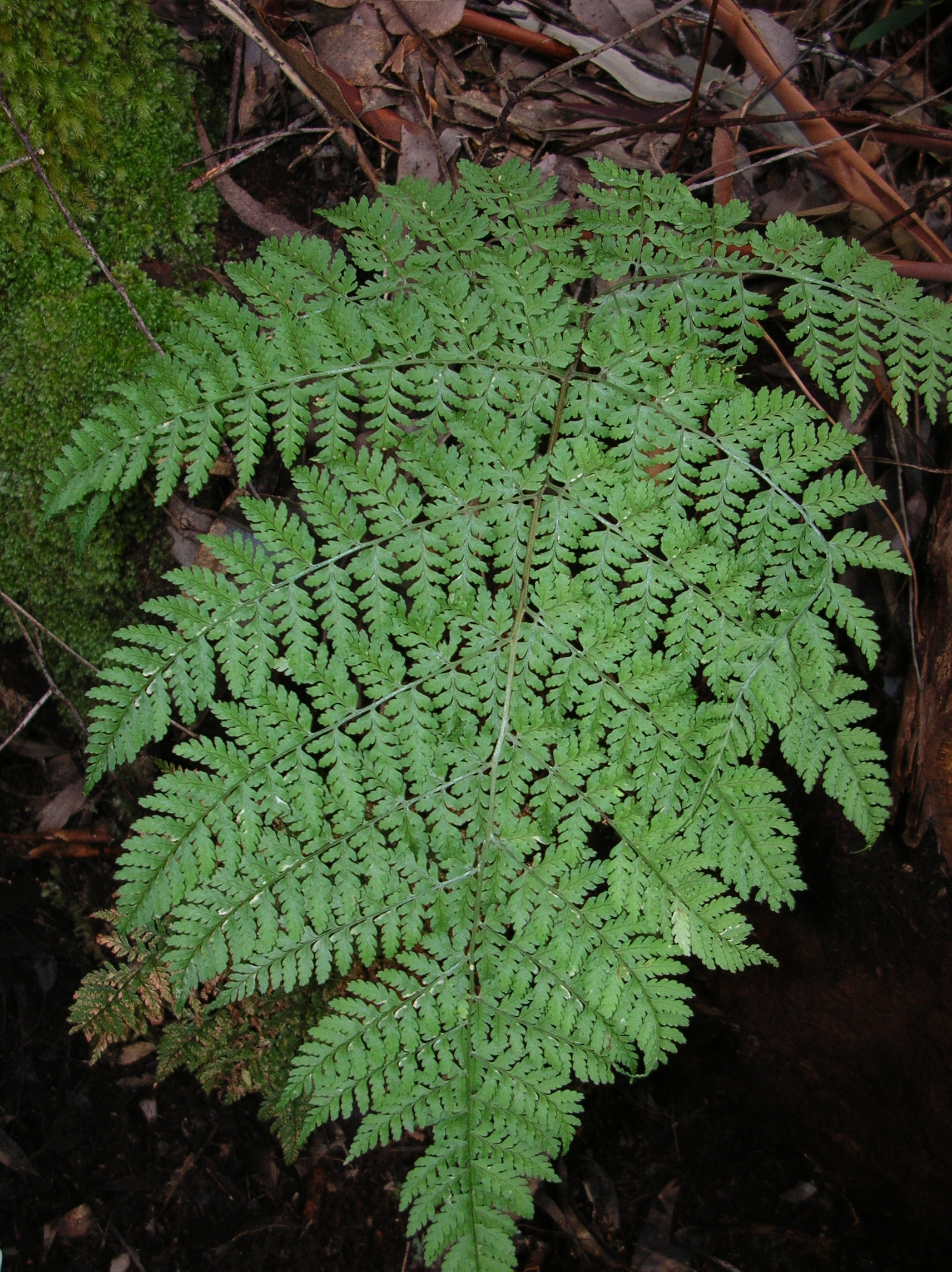
Dryopteris glabra

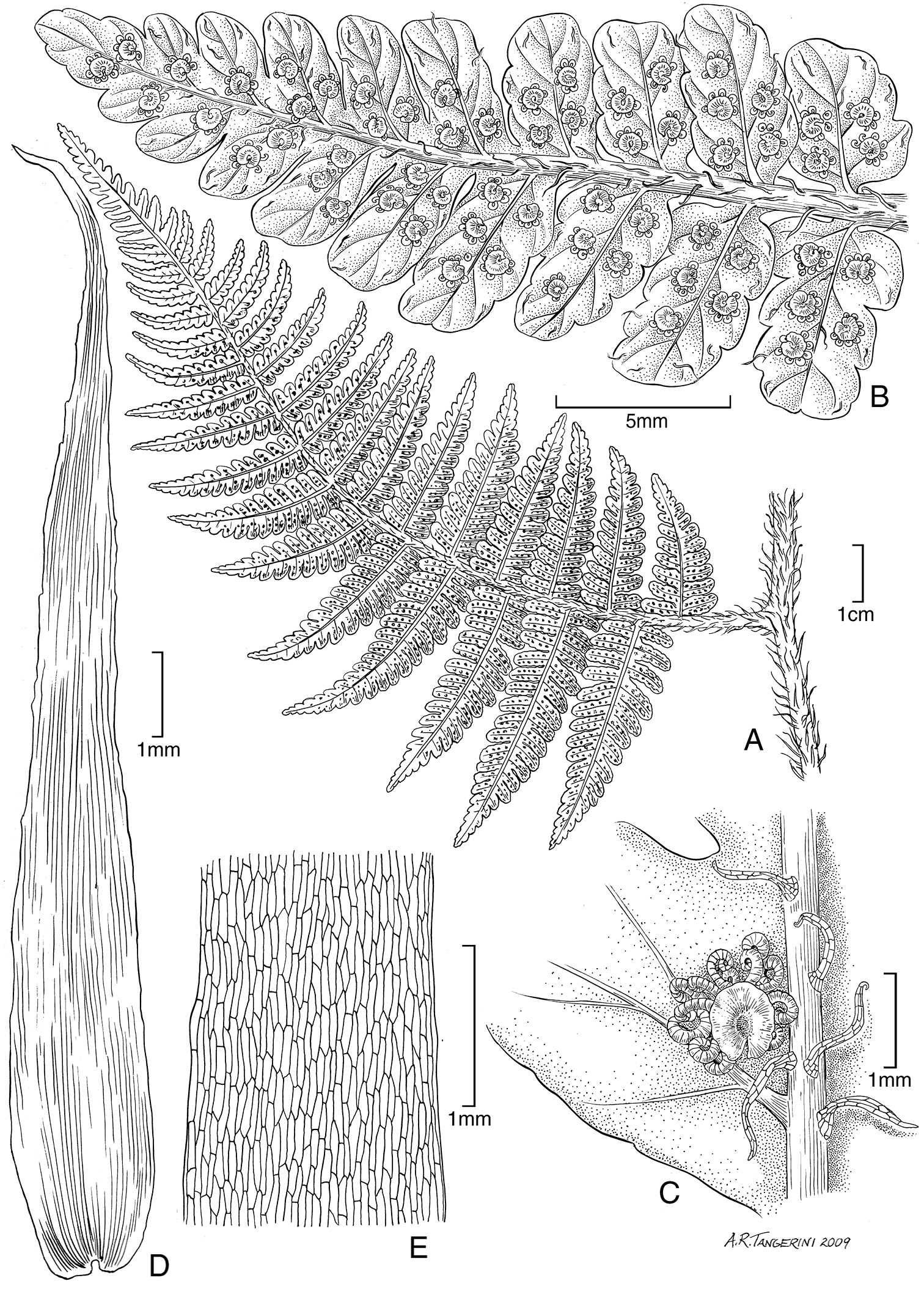
Illustration von Dryopteris macropholis

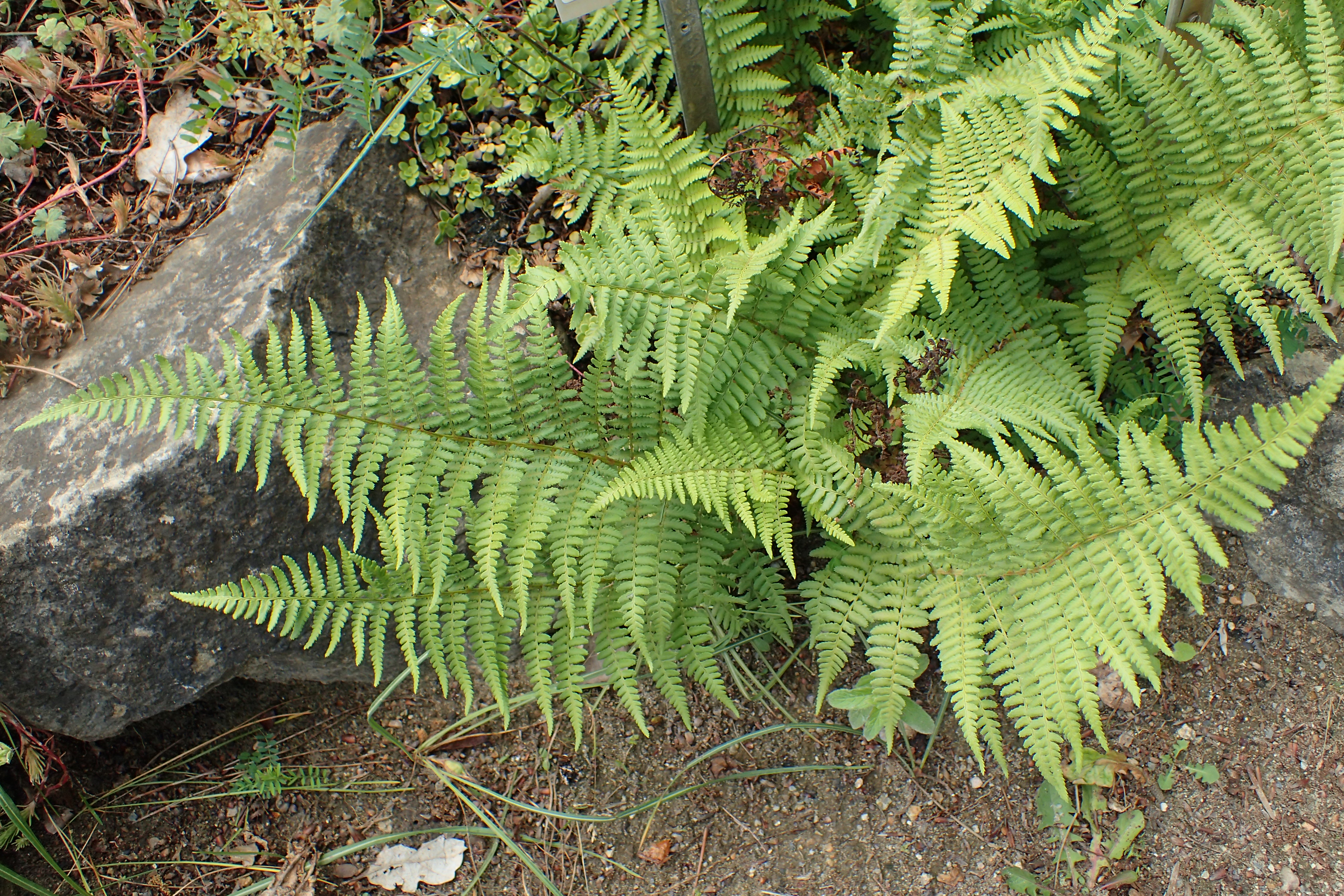
Dryopteris raddeana

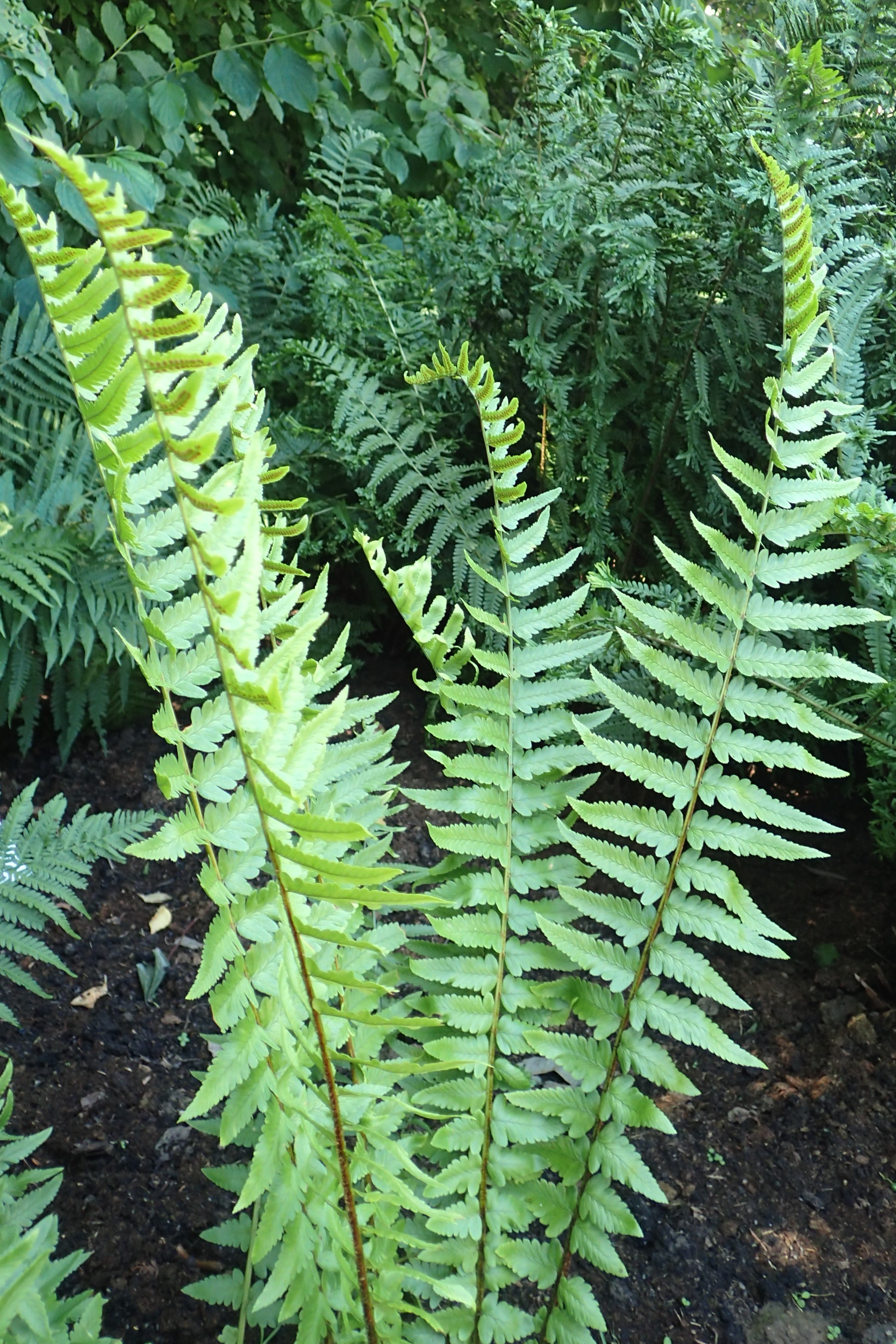
Dryopteris tokyoensis

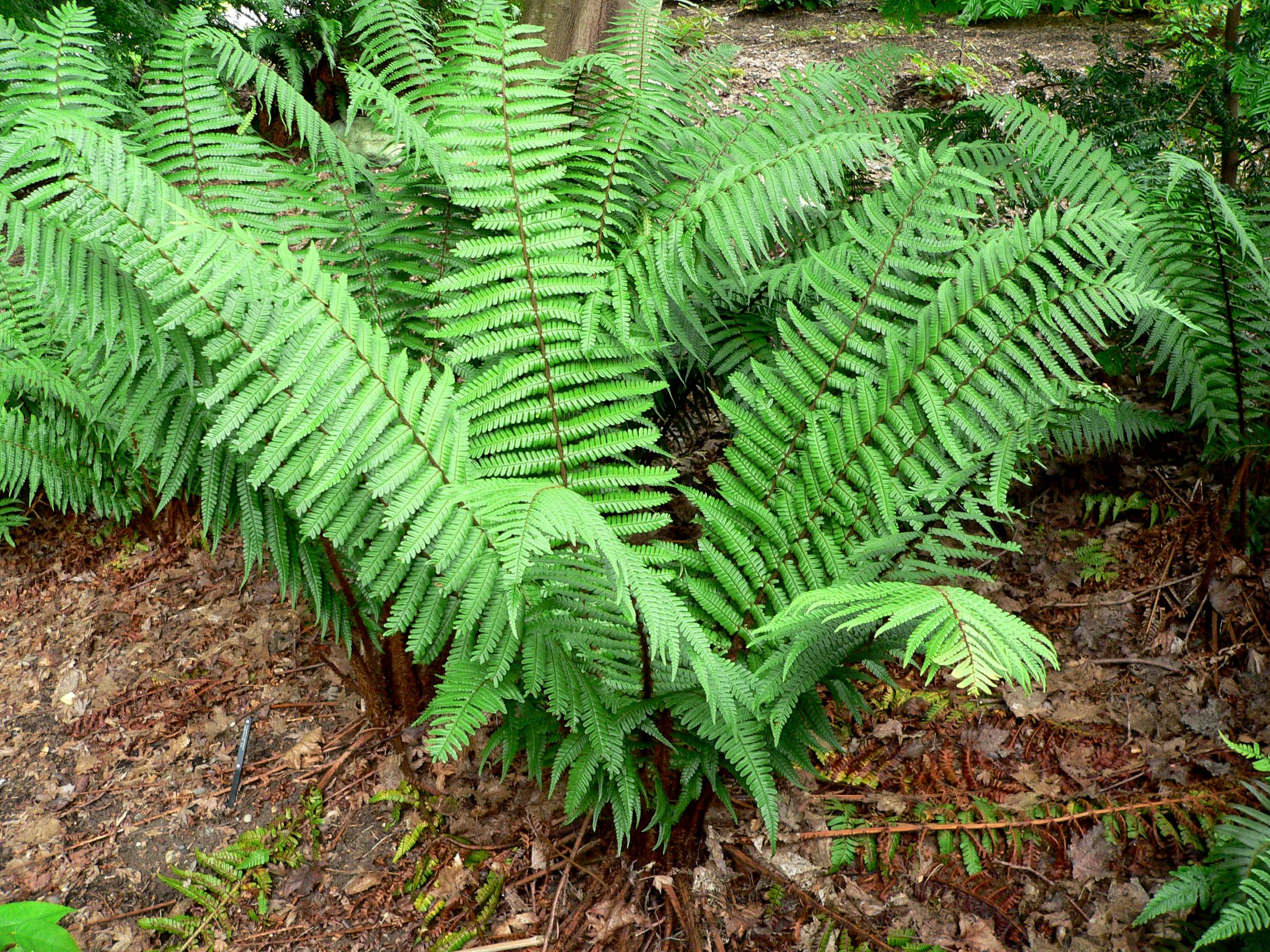
Gebirgs-Wurmfarn (Dryopteris wallichiana)

## Systematik und Verbreitung
Die Wurmfarne sind hauptsächlich in den gemäßigten Breiten der Nordhemisphäre verbreitet. Die Gattung ist aber insgesamt kosmopolitisch verbreitet.
Einige Arten werden von manchen Autoren zu den Gattungen Ctenitis oder Thelypteris gerechnet. Von einigen Autoren wurden Dryopteris Arten der Gattungen Aspidium und Nephrodium zugeordnet. Bei den meisten Arten sind reife Sporen zur sicheren Bestimmung und zur Unterscheidung der reinen Art von den Hybriden unbedingt erforderlich.
Die Gattung der Dryopteris umfasst mehr als 150 und wahrscheinlich mehr als 346 Arten weltweit. Dazu gehören in Mitteleuropa:
- Spreuschuppiger Wurmfarn[5] (Dryopteris affinis (Lowe) Fraser-Jenk.), auch Goldschuppenfarn genannt, Verbreitungsgebiet: Europa, Vorderasien. Mit mehreren Unterarten, die von manchen Autoren auch als Arten angesehen werden.[6]
- Gewöhnlicher Dornfarn[5] oder Karthäuserfarn (Dryopteris carthusiana (Vill.) H.P.Fuchs, Syn.: Dryopteris spinulosa (Muell.) Watt): Er kommt in Europa und Westasien vor.
- Kammfarn[5] (Dryopteris cristata (L.) A.Gray): Er ist auf der Nordhalbkugel in Europa, Westsibirien, Kanada und in den Vereinigten Staaten weitverbreitet.
- Breitblättriger Dornfarn[5] oder Breiter Wurmfarn (Dryopteris dilatata (Hoffm.) A.Gray): Er ist in Europa, West- und Nordasien, Nordamerika und in Grönland weitverbreitet.
- Feingliedriger Dornfarn (Dryopteris expansa (C.Presl) Fraser-Jenk. & Jermy, Syn.: Dryopteris assimilis S.Walker)[7]: Er ist in Europa, in der Türkei, in Russland, Nordamerika und Grönland weitverbreitet.[8]
- Echter Wurmfarn[5] (Dryopteris filix-mas (L.) Schott): Er ist in Eurasien, Nordafrika und in der Neuen Welt weitverbreitet.
- Geröll-Wurmfarn[5] (Dryopteris oreades Fomin): Verbreitungsgebiet: Europa, Vorderasien und der Kaukasusraum.[6] In Mitteleuropa kommt er nur bei Olpe vor.[7]
- Entferntfiedriger Dornfarn[5] oder Entferntfiedriger Wurmfarn (Dryopteris remota (A.Braun ex Döll) Druce), Verbreitungsgebiet: Europa, Türkei sowie Georgien.[6]
- Starrer Wurmfarn[5] (Dryopteris villarii (Bellardi) Woynar ex Schinz & Thell.), Verbreitungsgebiet: Gebirge Europas und Westasiens.[6]

Außerhalb Mitteleuropas kommen vor (Auswahl):
- Dryopteris aemula (Aiton) Kuntze: Sie kommt auf den Azoren, Madeira, Kanaren, Nordspanien, Frankreich, Britische Inseln, Türkei sowie Georgien vor.[8]
- Dryopteris arguta (Kaulf.) Watt: Sie kommt in den westlichen US-Bundesstaaten Oregon, Washington, Arizona, Kalifornien und in Baja California.[8]
- Dryopteris atrata (Wall.) Ching: Sie kommt Sri Lanka, Indien, Bhutan, Nepal, Myanmar, Thailand, Vietnam, Taiwan, Tibet und in weiten Teilen Chinas vor.[9]
- Dryopteris campyloptera (Kunze) Clarkson: Sie kommt im östlichen Kanada und in den östlichen Vereinigten Staaten vor.[10]
- Dryopteris celsa (W.Palmer) Knowlton, W.Palmer & Pollard: Sie kommt in den östlichen und zentralen Vereinigten Staaten vor.[10]
- Dryopteris cinnamomea (Cavanilles) C.Christensen: Sie kommt von den südlichen US-Bundesstaaten Arizona sowie Texas bis Mexiko vor.[10]
- Dryopteris clintoniana (D.C.Eaton) Dowell, Heimat: östliches Kanada und östliche USA.[10]
- Dryopteris crassirhizoma Nakai: Sie kommt auf den japanischen Inseln Hokkaido, Honshu sowie Shikoku, in Korea, in der Region Primorje, auf Sachalin und in den chinesischen Provinzen Hebei, Heilongjiang, Jilin sowie Liaoning vor.[8][9]
- Dryopteris cycadina (Franch. & Sav.) C.Chr.: Sie kommt in Japan, Taiwan und in den chinesischen Provinzen Fujian, Guangxi, Guizhou, Hubei, Hunan, Jiangxi, Sichuan, Yunnan sowie Zhejiang vor.[9]
- Dryopteris dickinsii (Hoffm.) A.Gray: Sie kommt in Indien, Japan, nördlichen zentralen Taiwan und in den chinesischen Provinzen Anhui, Fujian, Guangxi, Guizhou, Hubei, Jiangxi, Sichuan, Yunnan sowie Zhejiang vor.[9]
- Rotschleierfarn[5] oder Rotschleier-Wurmfarn (Dryopteris erythrosora (D.C.Eaton) Kuntze): Sie ist in weiten Teilen Chinas, in Taiwan, Korea, Japan und auf den Philippinen verbreitet.[8] Mit mehreren Unterarten, die von manchen Autoren auch als eigenständige Arten angesehen werden.
- Duftender Wurmfarn[5] (Dryopteris fragrans (L.) Schott): Er ist auf der Nordhalbkugel in Asien, Nordamerika und Grönland weitverbreitet; in Europa kommt er nur in Nordfinnland und Nordwestrussland vor.[6]
- Dryopteris glabra (Brack.) Kuntze: Sie kommt auf Hawaii[8] und Tahiti vor.
- Riesen-Wurmfarn (Dryopteris goldieana (Hook. ex Goldie) A.Gray), Heimat: östliches Kanada und östliche und zentrale USA.[10][8]
- Dryopteris hirtipes (Blume) Kuntze, Heimat: Himalaja, Indien, Sri Lanka, Südchina, Indochina, Malaiische Halbinsel, Polynesien.
- Dryopteris hondoensis Koidz.: Sie kommt in Japan, Korea und in den chinesischen Provinzen Sichuan sowie Zhejiang vor.[9]
- Dryopteris intermedia (Muhlenberg ex Willd.) A.Gray: Sie kommt in Kanada und in den Vereinigten Staaten vor.[10]
- Dryopteris ludoviciana (Kunze) Small: Sie kommt in den südlichen und südöstlichen Vereinigten Staaten vor.[10]
- Dryopteris macropholis Lorence & W.L.Wagner: Dieser Endemit kommt nur auf den Marquesas vor.
- Dryopteris marginalis (L.) A.Gray, Heimat: Grönland, östliches Kanada und USA.[8][10]
- Dryopteris odontoloma C.Chr., Heimat: Himalaja.
- Dryopteris pallida (Bory) Maire & Petitm.: Sie kommt in 3 Unterarten von Algerien und den Balearen bis Vorderasien vor.[4]
- Dryopteris raddeana (Fomin) Fomin: Sie kommt in Aserbaidschan und in Jordanien vor.[6]
- Dryopteris sieboldii (Van Houtte) Kuntze, Heimat: Japan, China.[8][9]
- Dryopteris stewartii Fraser-Jenk., Heimat: Himalaja, China.
- Dryopteris sweetiorum Lorence & W.L.Wagner: Dieser Endemit kommt nur auf den Marquesas-Inseln vor.
- Dryopteris tokyoensis (Makino) C.Chr., Heimat: Japan, Fujian, Hubei, Hunan, Jiangxi und Zhejiang.[9]
- Dryopteris uniformis (Makino) Makino, Heimat: Japan, Südkorea, China.[8]
- Gebirgs-Wurmfarn[5] (Dryopteris wallichiana (Spreng.) Hyl.): Er ist in Asien in Pakistan, Nepal, Myanmar, China, Taiwan, Japan, Indonesien, Malaysia, auf den Philippinen und in der Neuen Welt von Mexiko über Zentralamerika und Karibischen Inseln bis Venezuela, Brasilien, Kolumbien, Ecuador, Bolivien, Peru, Argentinien sowie Paraguay weitverbreitet.[8] Es gibt zwei Varietäten.[9]

Folgende Naturhybriden wurden in Mitteleuropa beobachtet:
- Dryopteris ×alpirsbachensis Freigang, Zenner, Bujnoch, S.Jess. & Magauer = Dryopteris carthusiana × Dryopteris remota
- Dryopteris ×ambroseae Fraser-Jenk. & Jermy = Dryopteris dilatata × Dryopteris expansa
- Dryopteris ×brathaica Fraser-Jenk. & Reichst. = Dryopteris carthusiana × Dryopteris filix-mas
- Dryopteris ×complexa Fraser-Jenk. = Dryopteris affinis × Dryopteris filix-mas
- Dryopteris ×critica (Fraser-Jenk.) Fraser-Jenk. = Dryopteris borreri × Dryopteris filix-mas
- Dryopteris ×deweveri (Jansen) Jansen & Wachter = Dryopteris carthusiana × Dryopteris dilatata
- Dryopteris ×sarvelii Fraser-Jenk. & Jermy = Dryopteris carthusiana × Dryopteris expansa
- Dryopteris ×uliginosa (A.Braun ex Döll) Kuntze ex Druce = Dryopteris carthusiana × Dryopteris cristata

## Verwendung
Die Dryopteris-Arten enthalten in den unterirdischen Pflanzenteilen Phloroglucinverbindungen („Filizin“) – medizinisch wirksame Substanzen, die Darmparasiten lähmen. Die Extrakte wurden deshalb früher zur Behandlung von Bandwurmbefall eingesetzt, daher der Trivialname Wurmfarn. Wegen zahlreicher Vergiftungen und Leberschädigungen wurde der Wurmfarn inzwischen auf die Negativliste der Phytopharmaka gesetzt. Außerdem wurden die Wurzeln bei Sehnerven-Schädigungen eingesetzt.

## Mythologie
Der Wurmfarn wurde als mystische Pflanze angesehen, da die Pflanzen vorwiegend im Schatten des Waldes zu finden sind und keine Blüten tragen. Über die Blüte des Farnes, welche in der Johannisnacht stattfinde, und den Farnsamen wurden viele Geschichten erzählt. So wurden dem Farnsamen zahlreiche Eigenschaften zugeschrieben, wie beispielsweise dem Schutz vor Zaubern oder vor dem Blitzschlag sowie Glück bei der Schatzsuche, im Spiel oder auf Abenteuern. Außerdem wurde dem Farnsamen nachgesagt, er verleihe dem Träger eine Tarnkappe, sodass dieser unsichtbar werden könne.
Aufgrund der zahlreichen positiven Eigenschaften des Farnsamens war das Finden des Samens schwierig. Häufig beinhaltete es einen Pakt mit dem Teufel oder Rituale auf dem Friedhof. Das Sammeln des Samens von der Pflanze solle nur mithilfe eines schwarzen Hemdes, Felles oder dem Tuch des Messkelches gelingen, da der Samen so schwer sei und alle anderen Gegenstände durchschlage.
Das Verirren im Wald wurde häufig durch das versehentliche Treten auf die Irrwurz, einen Farn, erklärt. Dadurch verliere man die Orientierung und finde den Weg nicht mehr zurück.